# Megapenthes arcifrons
Megapenthes arcifrons is een keversoort uit de familie kniptorren (Elateridae). De wetenschappelijke naam van de soort is voor het eerst geldig gepubliceerd in 1945 door Van Zwaluwenburg.